# Wiebke Freytag
Wiebke Freytag (* 25. September 1939) ist eine deutsche Germanistin.

## Leben
Nach der Promotion zum Dr. phil. in Münster am 2. Mai 1970 war sie von 1977 bis 1978 wissenschaftliche Rätin und Professorin für Ältere deutsche Literaturwissenschaft in Hamburg und von 1979 bis 2004 Professorin für Ältere deutsche Literaturwissenschaft an der Universität Hamburg.

## Schriften (Auswahl)
- Das Oxymoron bei Wolfram, Gottfried und andern Dichtern des Mittelalters (= Medium Aevum. Philologische Studien. 24, ZDB-ID 503216-7). Fink, München 1972, OCLC 868404705, (Zugleich: Münster, Universität, Dissertation, 1970).